# Карл Рунге
Карл Давид Толме Рунге (на немски: Carl David Tolmé Runge; 30 август 1856 г. – 3 януари 1927) е германски математик, физик и спектроскопист.
Той и М. В. Кута разработват и дават имената си на методите на Рунге–Кута (немско произношение:[ˈʀʊŋə ˈkʊta]), които са в основата на дисциплината, която днес се нарича числен анализ.
На него е наречен и кратерът Рунге на Луната.

## Биография
Той прекара първите няколко години от живота си в Хавана, където баща му Юлий Рунге е датски консул. Семейството по-късно се премества в Бремен. Баща му умира през 1864 г.
През 1880 г. защитава докторат по математика в Берлин, където учи при Карл Вайерщрас. През 1886 г. е назначен за професор в Техническия университет в Хановер, Германия.
Има интереси в областта на математиката, спектроскопията, геодезията и астрофизиката. В допълнение към чистата математика, той се занимава усилено с експериментална физика, в частност изследване на спектралните линии на различни елементи (съвместно с Хенри Кайзер) с цел прилагането на лабораторните измервания в астрономическата спектроскопия.
През 1904 г. е предложен от Феликс Клайн за постоянна позиция в Гьотингенския университет. Там той остава до пенсионирането си през 1925 година.

### Семейство
Неговият син, Вилхелм Рунге, има приноси в разработването на радара. Дъщеря му Нерина (Нина) Рунге се омъжва за математик, Рихард Курант. Другата му дъщеря, Ирис, е математичка. 

## Съчинения
- Ueber die Krümmung, Torsion und geodätische Krümmung der auf einer Fläche gezogenen Curven (докторска дисертация, Фриз, 1880 г.)
- Analytische Geometrie der Ebene (B.G. Teubner, Leipzig, 1908)
- Графични методи: цикъл от лекции, изнесени в университета Кълъмбия, Ню Йорк, от октомври 1909 г. до януари 1910 г. (Columbia University Press, New York, 1912)
- Carl Runge und Hermann König Vorlesungen über numerisches Rechnen (Springer, Heidelberg, 1924)
- Graphische Methoden (Teubner, 1928)
- Vector Analysis (Goettingen, 1919)